# 圣阿尼昂昂韦科尔
圣阿尼昂昂韦科尔（法語：Saint-Agnan-en-Vercors，法語發音：[sɛ̃t‿aɲɑ̃ ɑ̃ vɛʁkɔʁ]，意为“韦科尔山区的圣阿尼昂”）是法国德龙省的一个市镇，属于迪镇区。

## 地理
圣阿尼昂昂韦科尔（44°56'8"N, 5°25'52"E）面积84.21 平方千米，位于法国奥弗涅-罗讷-阿尔卑斯大区德龙省，该省份为法国东南部内陆省份，北起顺时针与伊泽尔省、上阿尔卑斯省、上普罗旺斯阿尔卑斯省、沃克吕兹省和阿尔代什省接壤。
与圣阿尼昂昂韦科尔接壤的市镇（或旧市镇、城区）包括：沙马洛克、拉沙佩勒昂韦科尔、罗梅耶、瓦雪昂韦科尔、格雷斯昂韦科尔、圣昂代奥勒。
圣阿尼昂昂韦科尔的时区为UTC+01:00、UTC+02:00（夏令时）。

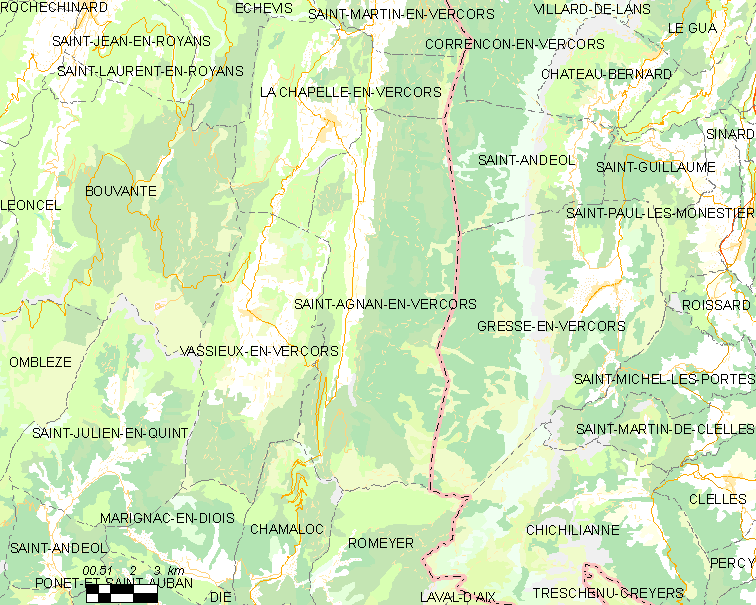
圣阿尼昂昂韦科尔的OSM定位图

## 行政
圣阿尼昂昂韦科尔的邮政编码为26420，INSEE市镇编码为26290。

## 政治
圣阿尼昂昂韦科尔所属的省级选区为韦科尔-晨山县。

## 人口

1962-2008年间圣阿尼昂昂韦科尔人口变化图示

圣阿尼昂昂韦科尔于2022年1月1日时的人口数量为365人。